# Richard Kingson
Richard Kingson (Accra, 1978. június 13.) ghánai labdarúgó, jelenleg a Birmingham City játékosa.